# Aline Frazão
Aline Frazão (Luanda, Angola el 17 de junio de 1988) es una cantante, compositora, productora, columnista y activista angoleña. 

## Biografía
Subió a un escenario por primera vez cuando tenía 9 años y, desde entonces, ha cantado varios estilos de música como Fado, MPB, Jazz y canciones tradicionales de Angola y Cabo Verde. A los 15 años comenzó a escribir sus primeras canciones, tocando la guitarra con influencias que venían de Brasil, especialmente Bossa Nova.
A los 18 años se mudó a Lisboa, Portugal, incorporándose al curso de Ciencias de la Comunicación en la Facultad de Ciencias Sociales y Humanas de la Universidade Nova de Lisboa, intercalando la facultad con la participación en diversos proyectos musicales y teatrales.
A esto le siguió un viaje por Barcelona, Madrid y Santiago de Compostela en España. En esta última ciudad se instaló durante varios meses, al mismo tiempo que iniciaba contactos artísticos con cantantes de Galicia, pero también con artistas de otros países de habla portuguesa que residían en esta comunidad autónoma o que tenían este lugar como parte de sus giras.
En 2009, creó el proyecto A minha embala, junto con César Herranz (flauta travesera y percusión), explorando el universo musical de los diferentes países de habla portuguesa, cantando en portugués, criollo, kimbundu y umbundu. En octubre de 2010, ganaron el concurso Musicando Carvalho Calero (organizado por la asociación cultural AGAL), con su versión musical del poema Maria Silêncio. El premio fue la grabación de un disco, que fue lanzado en julio de 2011.
Tras participar en la edición de 2010 del festival gallego Cantos na Maré, por invitación de Uxía, decidió tomarse en serio su carrera musical y se centró en el lanzamiento de su primer disco de originales, Clave Bantu (2011). Le siguieron Movimento (2013) e Insular (2015), además de giras nacionales e internacionales, especialmente en Alemania, Austria, Suiza, Portugal, Brasil y Angola.
Después de 10 años viviendo fuera de Angola, regresó a Luanda a finales de 2016. Además de su carrera musical, la cantante forma parte del grupo de coordinación del colectivo de mujeres feministas angoleñas Ondjango Feminista.
Dentro da Chuva fue grabado en Río de Janeiro, Brasil en 2018. Fue producido por Frazão y contó con la participación de Jaques Morelenbaum, João Pires, Luedji Luna, Gabriel Muzak y Zero Teles. Escribió la música de la banda sonora de la película Ar Condicionado (2020).
Fue columnista del diario angoleño Rede Angola durante dos años.

## Discografía
Discos grabados:
- Bantú Clave (2011).[9]
- Movimiento (2013).
- Insular (2015).[10]
- Dentro da chuva (2018).
- Ar Condicionado, banda sonora de la película del mismo nombre, del director Fradique (2020).[16]
- Uma Música Angolana (2022).[17]